# サンチャゴ島 (ガラパゴス)

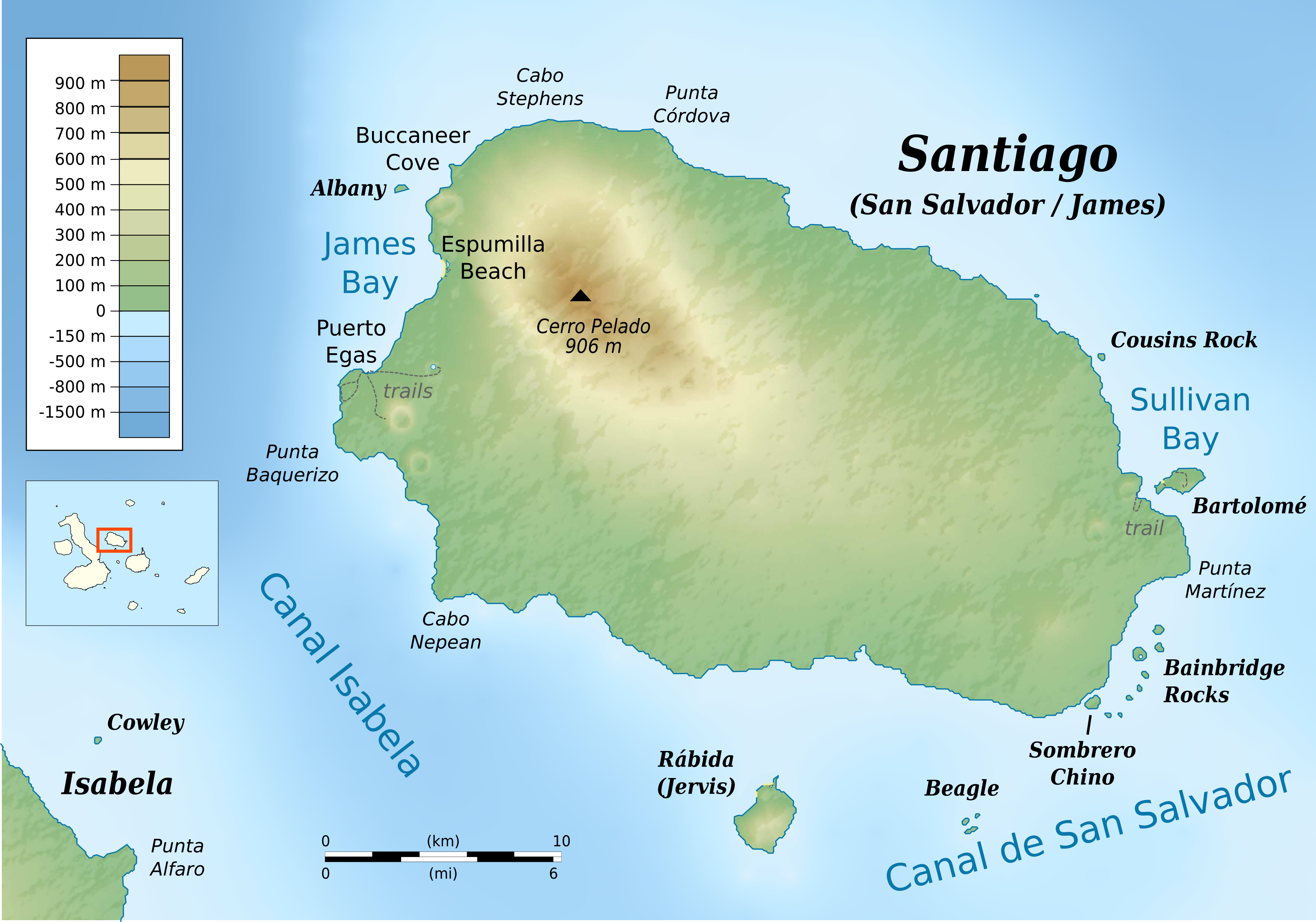
サンチャゴ島地形図

サンチャゴ島（スペイン語: Isla Santiago）は、ガラパゴス諸島の島の1つである。カリブ海でコロンブスにより発見された最初の島（サン・サルバドル島）にちなんで名付けられたサン・サルバドル島（スペイン語: Isla San Salvador）の名でも知られる。英名のジェームズ島（英語: James Island）は、ステュアート朝のジェームズ1世にちなんで名付けられている。

## 地理

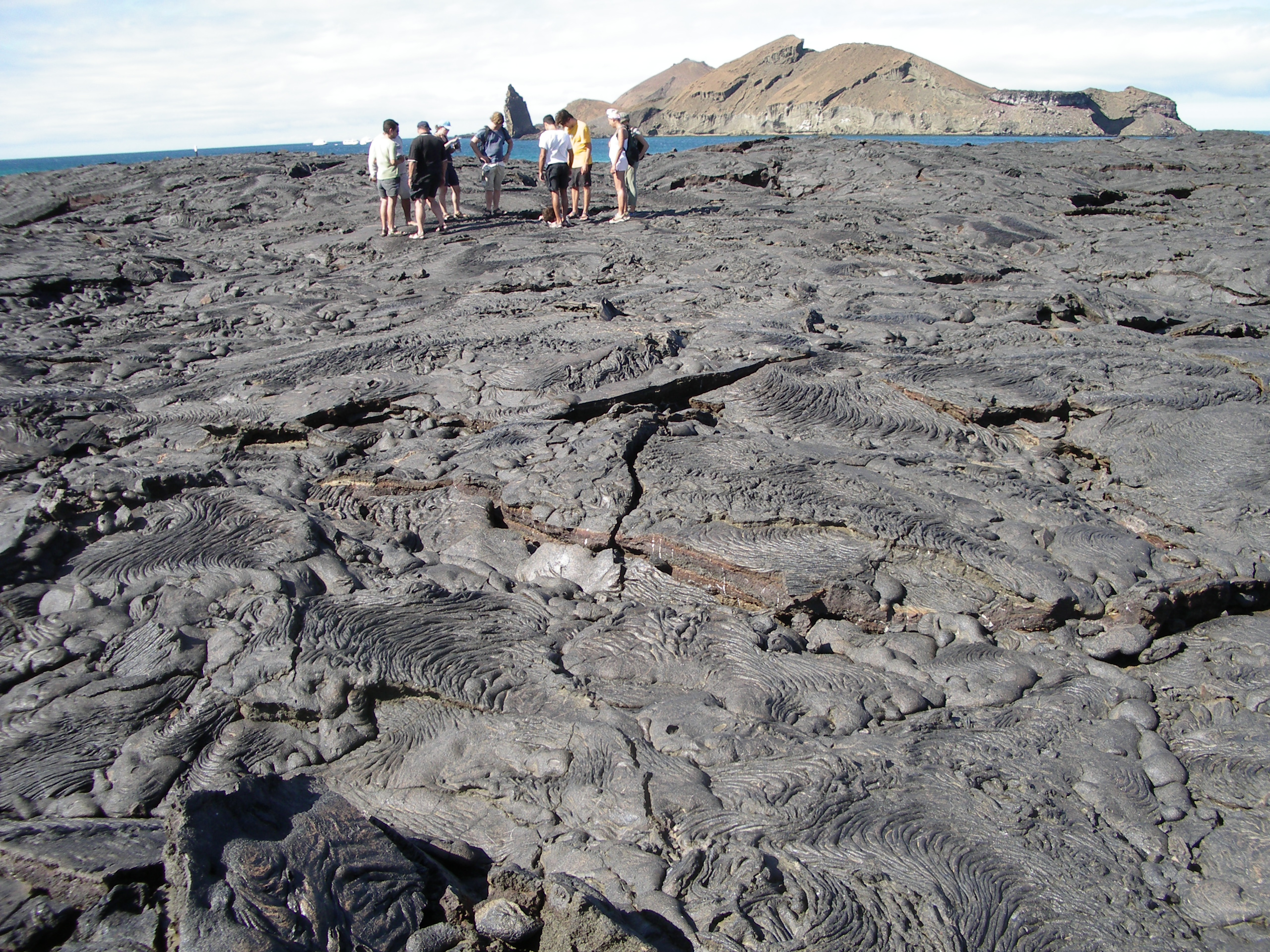
サリバン湾（対岸はバルトロメ島）

1835年にチャールズ・ダーウィンが上陸した4島のうちの1つである島は、2つの重なる火山からなり、面積は585km2、北西の楯状火山の頂上が海抜907mの最高地点となる。島の南西にある火山は、線状の裂け目に沿って噴出し、はるかに低地である。島の最も古い溶岩流は75万年前にさかのぼる。
サリバン湾（スペイン語: Bahia Sullivan、英語: Sullivan Bay）はサンチャゴ島の東側に位置し、対岸にはバルトロメ島がある。1890年のまだ新しいパホイホイ（縄状）溶岩流があり、溶岩の気泡に覆われた黒い溶岩および煙突状のホルニトの跡、さらに表面が棘状になったアア溶岩を見学することができる。カメが営巣に来る2つの小さな浜もある。
カズン・ロック（英語: Cousin's Rock）はよく知られたダイビング・スポットであり、サンチャゴ島の東海岸沖に位置している。このカズン・ロックは、水面より10mほど隆起した火山岩の多層からなる三角形の岩である。
プエルト・エガス（スペイン語: Puerto Egas）はサンチャゴ島の西側、ジェームズ湾の南に位置し、侵食された岩が形成された長い溶岩海岸線がある。さまざまな野生生物が生息し、ウミイグアナが日光浴をする。潮だまりには多くのガラパゴスベニイワガニが見られる。近くにはオットセイのコロニーもあるプエルト・エガスは、シュノーケリングや熱帯魚の多くの種の観察に最適な場所でもある。製塩所の跡が残り、プエルト・エガスの名称は、1960年代にここで製塩を営んだヘクター・エガス (Hector Egas) の名による。

## 生物
ウミイグアナ、ガラパゴスゾウガメおよびウミガメ類、ガラパゴスアシカ、ガラパゴスオットセイ、イルカ類、サメ類などが生息する。ダーウィンフィンチ類やガラパゴスノスリも普通に見られ、ガラパゴスマネシツグミは亜種 M. p. personatus が分布する。ベニイロフラミンゴは大雨による土砂でラグーンが消滅するまで北岸部に生息していた。

### 保全
18世紀に海賊も立ち寄ったサンチャゴ島には、1800年代から1900年代初頭に、多数のヤギやブタ、それにロバがヒトによって移入され、それらの動物は固有種に大きな被害をもたらした。植生を荒らすヤギは1813年、アメリカの軍艦エセックス号より放されたことが知られる。それまで生息していたガラパゴスリクイグアナは、その巣が野生化したブタに襲われるなどして1800年代末ごろには絶滅した。
ガラパゴスゾウガメの固有亜種もまた絶滅が危ぶまれていた。サンチャゴ島のゾウガメは、その卵を食べるブタの被害を受けていたが、1975年より卵の保護・育成が始まり、2000年には通算500頭の復帰を数えるようになった。近年の生息数は1,165頭とされている。
1997年より、ヤギ、ブタ、ロバに対する本格的な撲滅事業がサンチャゴ島でも開始され、2000年にはブタが、次いで2004年にはロバが根絶され、2005年には野生化したヤギも島から駆除されたことが2006年に宣言された。
ガラパゴス国立公園当局は、生態系回復プログラムの一環として、サンチャゴ島におけるガラパゴスリクイグアナの生息環境を回復する計画を立案。2019年1月7日までにセイモア・ノルテ島から1,436頭のリクイグアナを運び、野に放ったことを明らかにした。